# Oomyzus tanaceti
Oomyzus tanaceti is een vliesvleugelig insect uit de familie Eulophidae. De wetenschappelijke naam is voor het eerst geldig gepubliceerd in 1985 door Graham.